# Akira Kawaguchi
Akira Kawaguchi (født 24. januar 1967) er en tidligere japansk fodboldspiller.
Han har spillet for flere forskellige klubber i sin karriere, herunder Sanfrecce Hiroshima og Nagoya Grampus Eight.